# 摸索吧！部活剧
摸索吧！部活剧（てさぐれ!部活もの）是日本原创动画作品。2013年10月至12月在日本电视台播放第一季，2014年1月播出第二季《摸索吧！部活剧 Encore》（てさぐれ!部活もの あんこーる）。
2015年4月与另一部四格漫画作品《见习女神 噗噜噗噜夏露姆》合作改编为第三季《摸索吧！部活剧 Spinoff 和噗噜噗噜夏露姆游玩吧（てさぐれ!部活もの すぴんおふ プルプルんシャルムと遊ぼう）》播出，並延長為30分鐘。

## 概要
gdgd妖精s演出及直球表题機械人動畫导演石馆光太郎與制片人福原慶匡再次合作，全部基于电脑动画制作作品。本作使用三维计算机图形软件Cinema 4D和在“直球”一样的MikuMikuDance进行卡通渲染，在官方网站也发布了相应角色的MMD模型文件。同“直球”一样为15分钟片长，在完成配音后再制作相应画面。
故事内容为以主角群在“探索部”进行社团活动，每话分为两部分，分别为讨论“其他社团的特点”与“探索新的社团的特点”，每话针对一个社团进行讨论（除了第一期第11话，为2个）。其中第二部分“探索新的社团的特点”採事前錄音，沒有劇本，而是完全由声优现场憑著自由讨论发挥，即興演出並直接录制成配音，包括了笑场和出错情况，錄音完成後在依照當時演出完成動畫製作。
第三季起長度延長至30分鐘，除了原本探索部的部分，新增了見習女神們的即興表演，此外雙方的角色也會串場至另一方進行即興表演。下集預告則由萌舞子的家族擔當。

## 登场角色
部员的苗字取自“日本苗字常用排行（日本の苗字ランキング）”头四个，名字取自“2012年度新生儿儿名常用排行女子组（2012年度新生児名前ランキング（女の子））”头10个。

### 探索部成员
铃木结爱（配音：西明日香）
桃成高校3年生。探索部部长，归国子女。十分活跃，行动力十足。有开黄段子的习惯。
有在学生会和其他部社有很好的关系，所以总能得到各种的帮助，包括能自由使用体育馆和请其他部社制作道具等。
第一期毕业，但葵以“不长大”的设定，被请回来继续担当第二期的部长。
第二期第3話片尾標示為「胸貼鈴木（ニップレ鈴木）」，因該集的即興演出中提到了胸貼。
佐藤阳菜（配音：明坂聰美）
桃成高校3年生。探索部副部长。有呆毛。十分贤惠。沉稳冷静。和结爱是青梅竹马。部员中胸部最大。
和结爱一样，第一期毕业，但葵以“不长大”的设定，被请回继续担当第二期的副部长。
高桥葵（配音：荻野可鈴）
桃成高校2年生。扎有双马尾。十分活跃，有点自我中心。喜欢说冷笑话。不太喜欢男生。
在3年生毕业前由结爱授予部长职位，最后以“不长大”的设定，请回了3年生回来继续活动。
田中心春（配音：大橋彩香）
桃成高校1年生。十分纯真的性格。起初被阳菜请进了探索部。
在3年生毕业前由阳菜授予副部长职位，最后和葵一起以“不长大”的设定，请回了3年生回来继续活动。
第二期第3話片尾標示為「咚吱田中（ドンチキ田中）」，因第2話的即興演出中表演了「咚吱咚吱（ドンチキ）」的音樂節奏。
渡边美樱（配音：水原薰）
前任探索部部长。总是会被结爱和阳菜当成不良。葵因她而加入探索部。
曾于第二季第8集短暂现身过，正式登场于第二季第12集。

### 其他
园田萌舞子（配音：上田麗奈）
桃成高校3年生。有18个妹妹（由于父母连续三年生了多胞胎），模样都是一样的粉髮星星眼。作为本剧的路人，经常帮助探索部举行活动。
众多妹妹中，目前已知的名字有：萌舞惠、萌舞美、萌舞代、萌舞乃、萌舞穗、萌舞佳、萌舞音、萌舞太郎、萌舞次郎、萌舞左卫门。第三季的“下集预告”部分甚至出现了萌舞婆、萌舞机器人、萌舞魔王等并非萌舞子的妹妹的角色。

### 「噗嚕噗嚕夏露姆」一方的角色
有栖川凛（配音：三上枝織）
十六夜花音（配音：大久保瑠美）
宇佐美陽菜（配音：小松未可子）
第三季中為了與本篇的佐藤陽菜區隔，稱呼她為「ひなちゃん」。
圓城寺結衣（配音：高森奈津美）
小此木友美（配音：上坂堇）

值得一提的是《見習女神 噗嚕噗嚕夏露姆》的聲音演出與廣播節目《A&G NEXT GENERATION Lady Go!!》合作，且本動畫亦沿用了合作時的陣容。

## 动画

### 工作人员
- 导演、原案、构成：石舘光太郎（第2期以的名义）
- 动画导演：
- 负责导演：（第2期）
- 编剧：石舘光太郎、山口正武、高橋聡之
- 人物设定：毛玉伍長
- 动画监制：cort
- 主要动画师：和菜
- 人物造型：山田裕城
- 背景建模：平安
- 背景美術：
- 人员协调：
- 音乐：井上純一
- 音乐监制：田中宏太郎
- 音响监制：中野徹
- 制作协助：吉祥寺トロン、irodori
- 制作：森實陽三（第1期）→福士睦（第2期）、船越雅史、岡本東郎
- 制作人：植野浩之、佐々木まりな、吉尾宗太、寺井禎浩
- 制作助理：鶴岡祐将
- 动画制作：福原慶匡
- 制作所有人：探索部制作委员会（てさぐれ!製作委員会）（日本电视台、vap（日语：バップ）、Just Production Inc.（日语：ジャストプロ）、J.P ROOM Inc（日语：ジェイピィールーム））

### 主題歌
全部作詞、作曲为井上純一，編曲为Hajime（来自LiLi）
片头曲
- 「Stand Up!!!!」[5]

演唱：鈴木結愛（西明日香）、佐藤陽菜（明坂聡美）、高橋葵（荻野可鈴）、田中心春（大橋彩香）
第一期使用了全曲的第一节段，而且歌词以后设小说方式描述了片头画面，使用于除第12话外。
第二期使用了全曲的第二节段，第1话作为片尾曲使用，每集的开头白由个人不同演绎。
收录于第一季相关音乐集。
- 「果然是Stand Up!!!!!（やっぱりStand Up!!!!!）」

演唱：有栖川凛（三上枝織）、十六夜花音（大久保瑠美）、宇佐美陽菜（小松未可子）、圓城寺結衣（高森奈津美）、小此木友美（上坂堇）。
改编自「Stand Up!!!!」。
片尾曲
- 「12个月（12ヶ月）」[5]（第一期除第12话）

演唱：鈴木結愛（西明日香）、佐藤陽菜（明坂聡美）、高橋葵（荻野可鈴）、田中心春（大橋彩香）
第一期使用了全曲的第一节段后端。
由第一期第一话开始主角群进行排舞，并逐渐完善，到第12话为完成排舞。
收录于第一季相关音乐集。
- 「各自的12个月（それぞれの12ヶ月）」（第二期，第2-5话）

改编自
演唱：
- 鈴木結愛（西明日香）（第2话）
- 佐藤陽菜（明坂聡美）（第3话）
- 高橋葵（荻野可鈴）（第4话）
- 田中心春（大橋彩香）（第5话）

- （第二期，第6话）

演唱：田中心春（大橋彩香）
收录于第一季相关音乐集，为心春的角色曲。
- （第二期，第7话）

演唱：鈴木結愛（西明日香）
收录于第一季相关音乐集，为结爱的角色曲。
- （第二期，第8话）

演唱：鈴木結愛（西明日香）、佐藤陽菜（明坂聡美）、高橋葵（荻野可鈴）、田中心春（大橋彩香）
收录于第二季相关音乐集。
- （第二期，第9话）

演唱：佐藤陽菜（明坂聡美）
收录于第一季相关音乐集，为陽菜的角色曲。
- （第二期，第10话）

演唱：高橋葵（荻野可鈴）
收录于第一季相关音乐集，为葵的角色曲。
- （第二期，第11话）

演唱：園田萌舞子（上田麗奈）
收录于第一季相关音乐集，为萌舞子的角色曲。
- 「正规的Stand Up!!!!（ちゃんとStand Up!!!!）」（第二期，第12话）

演唱：鈴木結愛（西明日香）、佐藤陽菜（明坂聡美）、高橋葵（荻野可鈴）、田中心春（大橋彩香）
重新填词的「Stand Up!!!!」，相对之下原曲的后设定话，歌词更为写实化。
- 「色彩crossroad」（第三期，第1-3、5、11-12話）

演唱：（鈴木結愛（西明日香）、佐藤陽菜（明坂聡美）、高橋葵（荻野可鈴）、田中心春（大橋彩香）、園田萌舞子（上田麗奈）、有栖川凛（三上枝織）、十六夜花音（大久保瑠美）、宇佐美陽菜（小松未可子）、圓城寺結衣（高森奈津美）、小此木友美（上坂堇））
- 「桃成高校 校歌」（第三期，第4話）

演唱：鈴木結愛（西明日香）、佐藤陽菜（明坂聡美）、高橋葵（荻野可鈴）、田中心春（大橋彩香）
歌詞由第三期第4話後半的單元即興填詞而來。
角色合作片尾曲
- 「Red Hot Happy Days!」（第三期，第6話）

演唱：鈴木結愛（西明日香）、有栖川凛（三上枝織）
- （第三期，第7話）

演唱：佐藤陽菜（明坂聡美）、十六夜花音（大久保瑠美）
- （第三期，第8話）

演唱：高橋葵（荻野可鈴）、宇佐美陽菜（小松未可子）
- （第三期，第9話）

演唱：園田萌舞子（上田麗奈）、小此木友美（上坂堇）
- （第三期，第10話）

演唱：田中心春（大橋彩香）、圓城寺結衣（高森奈津美）
第6-10話採用雙方角色合作曲作為片尾曲
插曲
- 「探索吧歌劇（てさぐりミュージカル）」（第三期，第2話）

演唱：鈴木結愛（西明日香）、佐藤陽菜（明坂聡美）、高橋葵（荻野可鈴）、田中心春（大橋彩香）、園田萌舞葉（上田麗奈）、園田萌舞婆（上田麗奈）

於第三期第2話後半部「新型態的歌劇」演出，是由第一、二期的即興內容改編的歌劇。

### 各话列表
每集的标题都对应该集的花语。
| 话数          | 日文标题 | 中文标题                           | 讨论主题                                          | 片头的花                                          |
| 第1期         | 第1期    | 第1期                              | 第1期                                             | 第1期                                             |
| ------------- | -------- | ---------------------------------- | ------------------------------------------------- | ------------------------------------------------- |
| 第1話         |          | 欢迎                               | 棒球部                                            | 多花紫藤                                          |
| 第2話         |          | 纯粹的爱情                         | 足球部                                            | 康乃馨                                            |
| 第3話         |          | 改变的心意                         | 将棋部                                            | 绣球花                                            |
| 第4話         |          | 威严                               | 茶道部                                            | 百合                                              |
| 第5話         |          | 憧憬                               | 自行车部                                          | 向日葵                                            |
| 第6話         |          | 寂寞的爱情                         | 吹奏部                                            | 龙胆                                              |
| 第7話         |          | 少女的真心                         | 新闻部                                            | 秋英                                              |
| 第8話         |          | 理想的爱                           | 网球部                                            | 山茶花                                            |
| 第9話         |          | 内向                               | 演艺部                                            | 仙客来                                            |
| 第10話        |          | 个人主义                           | 空气系的部社                                      | 水仙                                              |
| 第11話        |          | 恋爱占卜                           | 天文部、啦啦队部                                  | 木茼蒿                                            |
| 第12話        |          | 心灵的美丽                         | 新的探索部                                        | 樱花                                              |
| 第2期         |          |                                    |                                                   |                                                   |
| Encore 第1話  |          | 决不分离                           | （第一季回顾） 足球部、自行车部、茶道部、棒球部   | 和第1期对应一致                                   |
| Encore 第2话  |          | 饱经考验的诚实                     | 篮球部                                            | 和第1期对应一致                                   |
| Encore 第3话  |          | 你的美很冷淡                       | 柔道部                                            | 和第1期对应一致                                   |
| Encore 第4话  |          | 你毫无虚伪                         | 美术部                                            | 和第1期对应一致                                   |
| Encore 第5话  |          | 我的眼里只有你                     | 排球部                                            | 和第1期对应一致                                   |
| Encore 第6话  |          | 我喜歡悲傷時的你                   | 廣播部                                            | 和第1期对应一致                                   |
| Encore 第7话  |          | 美丽和谐                           | 橄榄球部                                          | 和第1期对应一致                                   |
| Encore 第8话  |          | 完美的魅力                         | 文化祭                                            | 和第1期对应一致                                   |
| Encore 第9话  |          | 猜疑心                             | 问答研究會                                        | 和第1期对应一致                                   |
| Encore 第10话 |          | 自大                               | 猜谜、运动会                                      | 和第1期对应一致                                   |
| Encore 第11话 |          | 埋藏的爱                           | 剑道部、落语研究会                                | 和第1期对应一致                                   |
| Encore 第12话 |          | 优美女性                           | 游乐场                                            | 和第1期对应一致                                   |
| 第3期         |          |                                    |                                                   |                                                   |
| 话数          | 日文标题 | 中文标题                           | 即兴表演题材                                      | 即兴表演题材                                      |
|               |          | 和女性型戰鬥機器人與一格漫畫遊玩吧 | 新型態的女性型戰鬥機器人、一格漫畫                | 新型態的女性型戰鬥機器人、一格漫畫                |
|               |          | 和體操社與歌劇遊玩吧               | 新型態的體操社及歌劇                              | 新型態的體操社及歌劇                              |
|               |          | 和面試與桌球社遊玩吧               | 新型態的面試及桌球社                              | 新型態的面試及桌球社                              |
|               |          | 和別墅與校歌遊玩吧                 | 新型態的別墅及校歌                                | 新型態的別墅及校歌                                |
|               |          | 和遠足與鬼屋遊玩吧                 | 新型態的遠足及鬼屋                                | 新型態的遠足及鬼屋                                |
|               |          | 和牙醫與摩天輪遊玩吧               | 新型態的牙醫及摩天輪                              | 新型態的牙醫及摩天輪                              |
|               |          | 和人狼與百合遊玩吧①                | 「百合狼遊戲」前半                                | 「百合狼遊戲」前半                                |
|               |          | 和人狼與百合遊玩吧②                | 「百合狼遊戲」後半 與未被採用的第一輪遊戲精華片段 | 「百合狼遊戲」後半 與未被採用的第一輪遊戲精華片段 |
|               |          | 和電影院與動物園遊玩吧             | 新型態的電影院及動物園                            | 新型態的電影院及動物園                            |
|               |          | 和美容院與川柳遊玩吧               | 新型態的美容院及川柳 （各成員發表自己的川柳）     | 新型態的美容院及川柳 （各成員發表自己的川柳）     |
|               |          | 和目前為止的畫面遊玩吧             | 以指定的方式重新錄音部分片段，並以總集篇方式進行  | 以指定的方式重新錄音部分片段，並以總集篇方式進行  |
|               |          | 和MAJI摸索大賽遊玩吧               | 「第1回MAJI摸索大賽」                             | 「第1回MAJI摸索大賽」                             |

### 播放电视台
日本深夜動畫：下文記載的日本国内播放時間使用日本標準時間（UTC+9）表示。因為部分時間标识會採用30小时制，因此請留意这类超过24:00的时间，其實際播放時間為翌日清晨。
| 播放地区   | 播放电视台             | 播放日期                                 | 播放时间                                  | 所属局           | 备注                                                                  |
| 第1期      | 第1期                  | 第1期                                    | 第1期                                     | 第1期            | 第1期                                                                 |
| ---------- | ---------------------- | ---------------------------------------- | ----------------------------------------- | ---------------- | --------------------------------------------------------------------- |
| 关东广播圈 | 日本电视台             | 2013年10月5日 - 12月28日                 | 星期六 26:20 - 26:35                      | 日本電視網協議會 | 製作委員会参加 12月28日连续2话播放                                    |
| 日本全国   | niconico生放送         | 2013年10月5日 - 11月9日 2013年11月17日 - | 星期六 26:20 - 26:35 星期日 24:30 - 24:45 | 网络播放         | 结束后，同时包括有声优参加的广播剧「」 最新话播放前免费回放上集广播剧 |
| 日本全国   |                        | 2013年10月5日 - 12月28日                 | 星期六 主要播放方播放结束后               | 网络播放         |                                                                       |
| 日本全国   | niconico频道           | 2013年10月5日 - 12月28日                 | 星期六 主要播放方播放结束后               | 网络播放         | 收费播放                                                              |
| 日本全国   | BANDAI CHANNEL         | 2013年10月11日 -                         | 星期五 12:00 更新                         | 网络播放         |                                                                       |
| 日本全国   | NTT docomo Anime Store | 2013年10月11日 -                         | 星期五 12:00 更新                         | 网络播放         |                                                                       |
| 日本全国   | AT-X                   | 2014年1月24日 -                          | 星期五 22:15 - 22:30                      | CS播放           |                                                                       |
| 第2期      |                        |                                          |                                           |                  |                                                                       |
| 关东播放圈 | 日本电视台             | 2014年1月11日 - 3月29日                  | 星期六 27:15 - 27:30                      | 日本電視網協議會 | 製作委員会参加                                                        |
| 日本全域   |                        | 2014年1月11日 - 3月29日                  | 星期六 主要播放方播放结束后               | 网络播放         | 最新話1週間無料                                                       |
| 日本全域   | niconico频道           | 2014年1月12日 -                          | 星期日 9:00 更新                          | 网络播放         | 最新話1週間無料                                                       |
| 日本全域   | niconico生放送         | 2014年1月12日 -                          | 星期日 24:00 - 24:15                      | 网络播放         |                                                                       |
| 日本全域   | Bandai Channel         | 2014年1月17日 -                          | 星期五 12:00 更新                         | 网络播放         |                                                                       |
| 日本全域   | NTT docomo Anime Store | 2014年1月24日 -                          | 隔周星期五 12:00 更新                     | 网络播放         |                                                                       |
| 日本全域   | AT-X                   | 2014年4月18日 -                          | 星期五 22:00 - 22:15                      | CS播放           |                                                                       |
| 第3期      |                        |                                          |                                           |                  |                                                                       |
| 日本全域   |                        | 2015年4月4日 -                           | 星期六 24:00 - 24:30                      | 网络播放         | 最先播放                                                              |
| 关东播放圈 | 日本电视台             | 2015年4月4日 -                           | 星期六 25:55 - 26:25                      | 日本電視網協議會 | 製作委員会参加                                                        |
| 日本全域   | niconico生放送         | 2015年4月4日 -                           | 星期六 26:30 - 27:00                      | 网络播放         |                                                                       |
| 日本全域   | niconico频道           | 2015年4月4日 -                           | 星期六 27:00 更新                         | 网络播放         |                                                                       |

## 相关产品
第一期Blu-ray和DVD于2013年12月25日分三卷三期发售。第二期的于2014年4月23日分三卷三期发售。第三期的于2015年6月24日分六卷发售。
第二期各卷分别收录四名主角声优邀请其好友来评价本作品的副声轨，分别为：
- 第一卷：西明日香与洲崎綾（同为广播节目「洲崎西」主播）
- 第二卷：明坂聪美与本多真梨子（同为Amuleto配音员同事）
- 第三卷：大桥彩香与大坪由佳（动画GO!GO!575相关配音）、荻野可鈴与志田友美（夢みるアドレセンス同事）

本系列发售了两卷CD专辑，分别对应第一期和第二期。第一期名为《探索吧！部活剧 相关音乐集 摸索吧！歌曲剧（てさぐれ!部活もの 関連楽曲集 てさぐれ!歌もの）》，收录第一期片头曲、片尾曲和四人角色曲与相应伴奏版本；第二期名为《探索吧！部活剧 Encore音乐集 摸索吧！歌曲剧 Encore 
》，收录了片头曲和片尾曲的改编曲、萌舞子角色曲与上述的伴奏版本，另收录本动画作品的OST。

## 漫画版
2013年10月30日至12月20日，由作画的四格漫画在《漫画人生WIN》（竹書房）连载，共三集。

## 现实影响
第三期第10集中，在关于讨论主题「新颖的理发店」，西明日香所扮演的结爱提出全裸躺在洗头床上洗头，之后更有在分娩床洗头的点子，引发日本网民恶搞，相关的关键词组「西明日香 分娩台」成为了当日yahoo日本搜索热门第一名兼搜索备选词之一和twitter热门关键词。